# Benny Borg
Artie Benny Borg (né le 13 novembre 1945 à Göteborg, en Suède) est un musicien norvégien.

## Biographie
Dans les années 1960, Borg tourne avec ses propres groupes de pop, tels que les Streaplers. En 1968, il vient en Norvège avec le groupe Nilsmen après avoir été invité par Arne Bendiksen dans le cadre de la série Svensktoppar de Bendiksen. Dans le cadre de ce projet, Borg établit également une collaboration avec Kirsti Sparboe, avec laquelle il se marie de 1972 à 1978. Ensemble, ils sortent plusieurs albums, dont le single Balladen om Morgan Kane (1972), qui atteint pendant 19 semaines dans le classement VG-lista et arrive en tête des classements norvégiens en 1973. Il reçoit le Spellemannprisen 1973 dans la catégorie du « meilleur artiste masculin ».
D'autres chansons célèbres qu'il a créées et interprétées sont En spennende dag for Josefine et Den store dagen. Il devient progressivement un artiste aux multiples facettes et connait un grand succès en collaboration avec Grethe Kausland et Dizzie Tunes (créé en 1974), entre autres. Dans les revues de Dizzie Tunes, Borg se fait également connaître pour ses imitations d'Elvis Presley, qu'il a incarné sur scène plus de 3 000 fois au fil des ans. Au milieu des années 1990, il quitte Dizzie Tunes pour se consacrer à ses propres projets en solo, comme la sortie de disques et le spectacle solo à succès Balladen om Cornelis Vreeswijk, en collaboration avec l'Oslo Nye Teater (Nouveau théâtre d'Oslo). Il met en musique plusieurs poèmes d'Herman Wildenvey. Borg apparaît également dans des films et émissions de télévision, notamment le jeu télévisé Super Quick sur TVNorge en 1994. En 2006, il apparait dans le film comique norvégien Kalde føtter, où il joue le rôle du prêtre Edgard. Il tient aussi des petits rôles dans des séries télévisées
En 2019, il crée une performance solo dédiée à Erik Bye.

## Discographie

### Albums studio
- 1973 : Benny Borgs beste
- 1973 : Kirsti og Benny (avec Kirsti Sparboe)
- 1973 : Barnvisor för vuxna (avec Kirsti Sparboe)
- 1974 : Mine låter på min måte
- 1974 : På verdens tak
- 1976 : Mina låter på mitt sätt
- 1976 : Sammen med Kirsti og Benny (avec Kirsti Sparboe)
- 1976 : Kirsti og Benny (avec Kirsti Sparboe)
- 1976 : På Go'fot (avec Grethe Kausland et Dizzie Tunes)
- 1977 : Benny Borgs beste
- 1978 : Tur – retur
- 1979 : The Nashville Collection
- 1980 : Benny Borg synger Elvis
- 1993 : I dag
- 2016 : Den største reisen[7]
- 2019 : En dag på jorden
- 2022 : Pappa (single) [8]